# Karoline Stern
Karoline Stern, geborene Stern (* 10. April 1800 in Mainz; † 10. April 1887 in Berlin) war eine deutsche Opernsängerin (Sopran). Sie inspirierte Heinrich Heine zu seinem Gedicht An eine Sängerin – Als sie eine alte Romanze sang.

## Leben und Werk
Karoline Stern war die Tochter des jüdischen Violinisten Joachim Stern und dessen Ehefrau Regina, geborene Bamberger. Ihren ersten Gesangs- und Musikunterricht erhielt sie von ihrem Vater. Später studierte sie Gesang bei dem Musiklehrer Anton Joseph Heideloff. Ihr Debüt als Opernsängerin gab Karoline Stern am 20. Oktober 1816 am Theater Trier. Danach ging sie nach Düsseldorf, wo sie die Familie Heine kennenlernte. Dort inspirierte sie Heinrich Heine zu seinem Gedicht An eine Sängerin, das 1827 veröffentlicht wurde.
Nach einem kurzen Engagement in Aachen ging Karoline Stern als Primadonna ans Hoftheater in Stuttgart. 1825 ging sie ans Nationaltheater München. Auch am Theater Augsburg und an der Bühne Würzburgs hat sie gesungen. In Opern von Mozart, Rossini, Weber und Meyerbeer sang sie die Hauptrollen. Im Jahr 1841 beendete sie ihre Laufbahn als Opernsängerin, trat jedoch weiterhin als Konzertsängerin auf. Ihr letztes Konzert gab sie 1855, danach verbrachte sie ihren Lebensabend in Berlin bei ihrem Sohn, dem Violinisten und Konzertmeister Julius Stern (~1823–1904).
Laut dem Rabbiner und Historiker Meyer Kayserling war Karoline Stern die erste jüdische Sängerin, die die Bühne betrat und gefeiert wurde.
Sie war verheiratet mit dem Musiker Joseph Stern.